# Carlos António Gomes
Nota: Se procura pelo candidato à presidência do Brasil em 1994, consulte Carlos Antônio Gomes.
Carlos António do Carmo Costa Gomes (Barreiro, 18 de janeiro de 1932 — Lisboa, 18 de outubro de 2005) é um ex-futebolista português que jogava na posição de guarda-redes.